# Pour les enfants (Bartók)
 (février 2024).
Si vous disposez d'ouvrages ou d'articles de référence ou si vous connaissez des sites web de qualité traitant du thème abordé ici, merci de compléter l'article en donnant les références utiles à sa vérifiabilité et en les liant à la section « Notes et références ».
Pour les enfants (hongrois : A Gyermekeknek), Sz. 42, BB 53, aussi connu sous le titre anglais For Children, est un cycle de pièces pour le piano, la plupart courtes voire très courtes, composé par Béla Bartók.

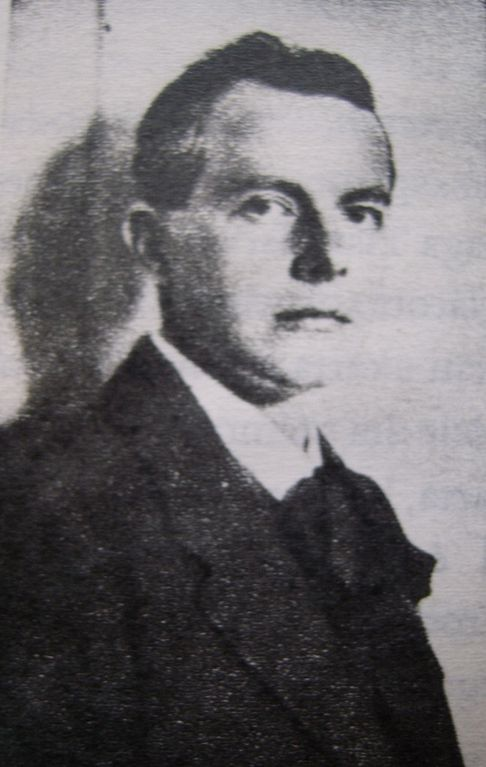
Portrait de Béla Bartok

L'ensemble est composé en 1908 et 1909, et comprend 85 morceaux répartis en quatre volumes. Chaque morceau s'inspire d'un thème populaire, des thèmes hongrois dans les deux premiers volumes, et slovaques dans les deux derniers. Entre 1943 et 1945, alors exilé aux États-Unis, Bartók décide de rependre son œuvre ; le cycle révisé est réparti alors en deux volumes de 40 et 39 morceaux. Les deux cycles, conçus à destination des pianistes débutants, progressent cependant en difficulté sur la fin.

## Historique des éditions et postérité
Dans sa version originale, le cycle était réparti en 4 cahiers. L'édition originale a été publiée par l'éditeur hongrois Rozsnyai Károly, en 2 livres. Le premier livre, paru en 1909, comporte les deux premiers cahiers, sur des airs populaires hongrois. Le second livre, paru en 1911, comporte les cahiers 3 et 4, sur des airs populaires slovaques.
La version révisée, de laquelle Bartók écarte six morceaux considérés comme mal transcrits ou comme n'étant pas d'authentiques thèmes populaires, est éditée en 1947, après la mort du compositeur, par l'éditeur britannique Boosey & Hawkes. Certains morceaux présents dans les deux versions voient leur harmonisation légèrement modifiée pour cette réédition. La division en 4 cahiers n'est alors plus présente (simplement deux volumes conçus comme deux cycles, intitulés For Children, Volumes I et II). Cette édition connaît une large diffusion et plusieurs réimpressions par la suite. Les recueils pédagogiques de pièces pour enfant incluent souvent des pièces issues de ces deux cycles.
La popularité de ces cycles de pièces fait que plusieurs d'entre elles ont été arrangées pour divers instruments. Notamment, Leó Weiner a arrangé plusieurs de ces pièces pour orchestre à cordes quelques années après la mort de Bartók. Certains pianistes professionnels les ont inclus dans leur répertoire, valorisant leur valeur musicale au-delà de leur intérêt pédagogique. Ainsi Zoltán Kocsis ou Michel Béroff jouent certaines de ces pièces en bis ; les pianistes hongrois Géza Anda et Dezső Ránki (ainsi que Zoltán Kocsis déjà cité) ont enregistré l'intégralité des cycles.

## Composition des cycles (version révisée)
La liste des pièces composant la version finale (révisée) des deux cycles est extraite de l'édition Boosey & Hawkes, la plus répandue en France et dans le monde. Une partie seulement des pièces possède un titre en anglais. Le tempo, la traduction du titre, et d'éventuelles remarques sont donnés entre parenthèses.

### Volume I
Le sous-titre donné en première page indique que les pièces sont « basées sur des mélodies poluaires hongroises ».
1. Children at play (Jeux d'enfants, Allegro)
2. Children's song (Chanson enfantine, Andante)
3. (Quasi adagio, sans titre)
4. Pillow dance (Danse de l'oreiller, Allegro)
5. Play (Jeu, Allegretto)
6. Study for the left hand (Étude pour la main gauche, Allegro)
7. Play song (Chanson de jeu, Andante grazioso ; orchestrée par Weiner)
8. Children's game (Jeu d'enfants, Allegretto avec passages Adagio)
9. Song (Chanson, Adagio)
10. Children's dance (Danse des enfants, Allegro molto)
11. (Lento, sans titre)
12. (Allegro, sans titre ; orchestré par Weiner)
13. Ballad (Ballade, Andante ; comme d'autres pièces des recueils, elle se termine par l'indication attacca (ad. lib), suggérant que la pièce peut servir de prélude, ou que l'ensemble peut être joué comme cycle)
14. (Allegretto, sans titre ; fin en attacca (ad. lib))
15. (Allegro moderato, sans titre ; passages sostenuto)
16. Old hungarian tune (Vieille mélodie hongroise, Andante rubato)
17. Round dance (Ronde, Lento ; a connu de nombreux arrangements dont l'orchestration de Weiner)
18. Soldier's song (Chanson du soldat, Andante non troppo ; fin en attacca (ad. lib))
19. (Allegretto, sans titre)
20. Drinking song (Chanson à boire, Allegro ; fin en attacca (ad. lib) ; orchestrée par Weiner)
21. (Allegro rubusto, sans titre ; une reprise indique de jouer la pièce deux fois de suite ; il s'agit originellement du dernier numéro du premier cahier ; orchestré par Weiner)
22. (Allegretto, sans titre)
23. Dance song (Chanson à danser, Allegro grazioso)
24. (Andante sostenuto, sans titre)
25. (Parlando, sans titre)
26. (Moderato, sans titre)
27. Jest (Plaisanterie, Allagramente ; orchestré par Weiner)
28. Choral (Choral, Andante)
29. Pentatonic tune (Mélodie pentatonique, Allegro scherzando)
30. Jeering song (Chanson moqueuse, Allegro ironico)
31. (Andante tranquillo, sans titre ; fin en attacca (ad. lib) ; orchestré par Weiner)
32. (Andante, sans titre)
33. (Allegro non troppo, sans titre)
34. (Allegretto, sans titre ; fin en attacca (ad. lib) : orchestré par Weiner)
35. (Con moto, sans titre ; fin en attacca (ad. lib))
36. Drunkard's song (Chanson d'ivrogne, Vivace ; orchestré par Weiner, qui la choisit pour clore son cycle ; à partir de cette pièce le cycle du premier volume devient techniquement plus exigeant pour le pianiste)
37. Swine-herd's song (Chanson du porcher, Allegro)
38. Winter solstice song (Chanson du solstice d'hiver, Molto vivace)
39. (Allegro moderato, puis  più moderato et Lento, et fin Presto, sans titre)
40. Swine-herd's dance (Danse du porcher, Allegro vivace ; cette pièce construite en crescendo puis decrescendo a connu plusieurs orchestrations et a été adoptée comme bis de concert par plusieurs pianistes comme Zoltán Kocsis.)

### Volume II
Le sous-titre donné en première page indique que les pièces sont « basées sur des mélodies populaires slovaques ».
1. (Allegro, sans titre ; fin en attacca (ad. lib))
2. (Andante, sans titre)
3. (Allegretto, sans titre)
4. Wedding song (Chanson de mariage, Andante)
5. Variations (Thème et variations : le tempo Molto andante est conservé sur les trois variations mais la dernière est à 
 alors que le thème est en 
, donnant une impression de forte accélération)
6. Round dance I (Ronde I, Allegro)
7. Sorrow (Chagrin, Andante)
8. Dance (Danse, Allegro non troppo)
9. Round dance II (Ronde II, Andante)
10. Funeral song (Chanson de funérailles, Largo)
11. (Lento, sans titre ; fin en attacca (ad. lib))
12. (Andante rubato, sans titre ; fin en attacca (ad. lib))
13. (Allegro, sans titre ; doit être joué deux fois)
14. (Alternance de Moderato et più mosso, sans titre)
15. Bagpipe I (Bagpipe I, molto tranquillo)
16. Lament (Lamentation, Lento) ; fin en attacca (ad. lib))
17. (Andante, sans titre)
18. Teasing song (Chanson taquine, Sostenuto puis Allegro vivace)
19. Romance (Romance, Assai lento)
20. Game of tag (Jeu de chat, traduction incertaine ; Presto avec un court passage Adagio)
21. Pleasantry (Plaisanterie, Allegro moderato)
22. Revelery (Festivités, Molto allegro ; initialement la dernière pièce du troisième cahier)
23. (Andante tranquillo, sans titre ; fin en attacca (ad. lib))
24. (Andante, puis Tranquillo, sans titre)
25. Scherzando (titre en italien, Allegretto)
26. Peasant's flute (La flûte du paysan, Andante molto rubato)
27. Pleasantry II (Plaisanterie II, Allegro ; passage Un poco sostenuto)
28. (Andante, molto rubato ; sans titre)
29. Canon (Canon, Allegro non troppo ; c'est la seule pièce du volume II a avoir été incluse dans le cycle d'orchestrations de Weiner)
30. Bagpipe II (Bagpipe II, Vivace)
31. The highway robber (Le voleur de grand-chemin, Allegro)
32. (Pesante, sans titre)
33. (Andante tranquillo, sans titre)
34. Farewell (Adieu, Adagio)
35. Ballad (Ballade ; Moderato puis Allegro, fin Sostenuto ; comme pour le volume I, la fin du volume II est techniquement plus difficile, mais ici s'orientant vers une fin sombre alors que le premier se terminait de façon brillante)
36. Rhapsody (Rhapsodie, portant le double numéro 36-37 ; c'est la pièce la plus longue et développée des deux recueils, commençant Parlando, molto rubato, avec trois passages Allegro moderato entrecoupés de retours au tempo I)
37. (suite du précédent)
38. Dirge (Chant de convoi funèbre, Lento)
39. Mourning song (Chant de deuil, Lento)